# Morinda deplanchei
Morinda deplanchei är en måreväxtart som först beskrevs av Joseph Dalton Hooker, och fick sitt nu gällande namn av Henri Ernest Baillon och Karl Moritz Schumann. Morinda deplanchei ingår i släktet Morinda och familjen måreväxter. Inga underarter finns listade i Catalogue of Life.